# 太陽からの風
『太陽からの風』（たいようからのかぜ、原題：The Wind From The Sun）は、イギリス生まれの作家アーサー・C・クラークの書いたSF短編集である。

## 収録されている作品

### はしがき
著者自身が、1971年2月にセイロン（現スリランカ）のコロンボで記したもの。1960年代に書いた短編の全部が収めてあることや、年代順に配列したことが述べてある。

### 神々の糧
食料がすべて人工合成される時代。牛、豚、羊などの肉を食べるのは過去のこととなっていた。合成食品のなかでも、とりわけ味のいいものがあった。その味の秘密とは「Cannibal」であった。

### 大渦巻Ⅱ
月面で作物を育てる研究を行っていたクリフ・レイランドは、家族の待つ地球へと帰る際に、旅客船ではなく、電磁カタパルトで打ち出される貨物便に便乗することで旅費を節約しようとしていた。射出時のアクシデントで速度が足りず、その衝撃で姿勢制御ブースターも壊れてしまい、追加の加速もできなくなってしまった。愛する妻との最後の電話を終えた彼の元に、月面の技術部が唯一の助かる方法を伝えてくる。それはエドガー・アラン・ポーの小説のように船を捨てることだった。

### 輝くもの
セイロン（現スリランカ）の沖合に、海水温度差発電所が建設された。これは深海と表層の温度差からエネルギーを生み出すものである。しばらくして発電が停止した。潜水艇で潜った男が見つけたのは、深海グリッドが無くなっていたことである。グリッドは付近には見つからず、何者かが持ち去ったと考えられた。新たなグリッドを取り付けて発電は再開されたが、持ち去ったのは…?

### 太陽からの風
太陽風を受けて航行する宇宙ヨットのレース。参加した7隻の中に、マートンが操縦する「ディアーナ号」があった。マートンにとっては、年齢的にも最後のレースになる。他のヨットがトラブルで次々に脱落するなか、ディアーナ号は優秀な操舵コンピューターのおかげで首位を航行していた。しかしレース途中で、大規模な太陽フレアが発生し、レースは中止されることになった。もうレースに参加することのできないマートンは、ある決断を下した。

### 秘密
科学記者クーパーが、地球から月に来て二週間が過ぎた。月の住民は彼を歓迎し、どこにでも行かせてくれた。それでも何かを隠しているようだ。居住ドームの外にある施設で、ハムスターがここでは10年生きると聞かされた。

### 最後の命令
月面のレーニン要塞に、ソ連首相からの録音メッセージが届いた。「これを聞いているならば、私は死亡しソ連も滅亡している。すみやかに武装解除し、アメリカの指示に従うことを命令する」。

### Fはフランケンシュタインの番号
新型の通信衛星が打ち上げられた。衛星のスイッチが入れられてから２時間後、世界中で電話の呼び出し音が鳴ったが、通話はできなかった。そのうちに、銀行振り込みの金額のミス、旅客機の管制不調などが立て続けに発生した。すべて衛星が稼働してからの事件である。人々は衛星の電子回路が、自己意識を持ち始めたのではないかと推測した。

### 再会
地球に接近しつつある宇宙船から通信が届いた。一千万年もの昔に、地球に植民したのは彼らだというのだ。だが二百万年前の氷河期から、植民者たちが奇妙な病気に冒されたともいう。それは皮膚が白くなる病気で、治せるのだと…。

### 記録再生
宇宙船の爆発事故で死んだ男がいた。彼の身体は失われたが、精神は未知の知性体によって助けられた。それらは身体を再構築してくれるというのだが…。

### 暗黒の光
アフリカのある国に「チャカ」という独裁者がいた。１人の科学者が、チャカによって家族を殺されていたので恨みを持っていた。その国内に巨大電波望遠鏡が建設されることになった。その場所は、科学者の観測所とはそれほど離れていないが、見通し圏外だった。科学者は、電波望遠鏡の完成式典に必ずチャカが来ると予想し、レーザービームを使った復讐を考えた。

### 史上最長のSF
原稿を送っても、すぐ送り返され、また書き直して送っても返される。またまた書き直して送っても……。作家の嘆きが書いてある。

### ハーバート・ジョージ・モーリー・ロバーツ・ウエルズ殿
（クラークが自らのことを書いたものである）
自分の小説を書くとき、ウエルズの「予見者」の一部を引用したと思っていた。ところがこれは、ウエルズが書いたものではなかった。モーリー・ロバーツのものだった。なぜ私はウエルズの作品と信じていたのだろう?

### あの宇宙を愛せ
冥王星の外側に、黒色矮星が発見された。それは90年後には太陽系の内部に侵入し、重力で惑星の軌道をめちゃめちゃにするだろう。そんな時、恒星を移動させるほどの科学力を持った「超文明」の存在が確認された。それらの助力を受けることができれば、被害をなくせる。それらと連絡を取るためには…。

### 十字軍
太陽を持たない惑星があった。絶対温度がゼロに近いこの世界で、超伝導ヘリウムからコンピュータ生命が誕生した。この機械文明が惑星を離れ、星々の世界を探検した。機械以外の生命体は多かったが、それは異質なものとして排除された。地球からは新星として観測され、それらが起こった距離は徐々に接近してきていた。

### 無慈悲な空
サリドマイド薬害でその博士の両足は、松葉杖を使っても数歩しか動かせなかった。空中浮揚機を手に入れた博士と助手は、簡単にエベレスト山頂に立つことができた。帰りは悪天候で浮揚機が使えないため、テントに退避し救助を待つことにした。テントの外では物音がする。それは雪男なのか？

### 中性子星
宇宙巡洋艦が戦闘中に難破した。この艦は中性子星に接近しすぎたため、バラバラになってしまったのだ。救助隊は元の形がわかる残骸を発見した。星に捻じ曲げられた（スター・マングルド：Star Mangled)スパナーであった。（※アメリカ国歌の歌詞、スター・スパングルド・バーナーのもじり）

### 地球の太陽面通過
地球へ帰る術を失い、火星に残された一人の男。彼の最後の仕事は、太陽表面を通過していく地球の観測だった。

### メデューサとの出会い
木星を探査するため、熱気球型の宇宙船が建造された。それに乗り組むのは、事故で失った身体をサイボーグ化したパイロットである。木星のガス表面からだんだんと下降していく船は、様々な驚異を発見した。中でも直径2キロメートルもある、巨大なクラゲのような「メデューサ」たちは驚きであった。それらの触手に捕まりそうになった船は、緊急脱出することになった。

## 書誌情報
『太陽からの風』（山高昭, 伊藤典夫訳、ハヤカワ文庫SF 292） 1978.5